# Pál Szinyei Merse

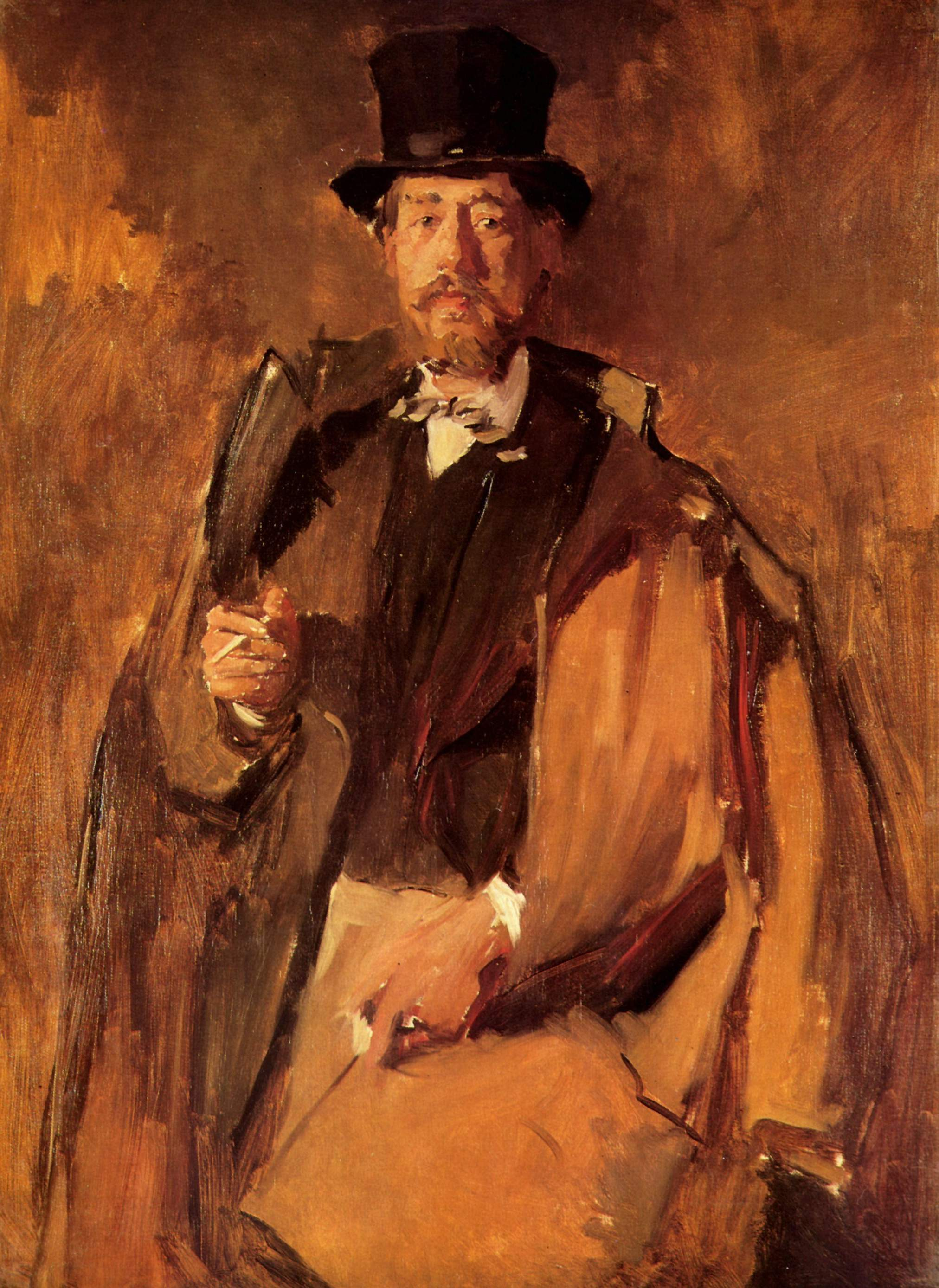
Retrato de Szinyei Merse por Wilhelm Leibl (1869)

Pál Szinyei Merse (Chminianska Nová Ves, 4 de julio de 1845 — Jarovnice, 2 de febrero de 1920) fue un pintor húngaro. 
Inició su carrera pintando cenas de estilo clásico, y más tarde se volvió impresionista. Sus temas fueron paisajes y figuras de la planicie húngara. Participó en el Salón de París y en 1900, consiguió la medalla de oro en la Exposición Universal de la misma ciudad.

## Biografía
Nació en una familia de la nobleza húngara que apoyó la Revolución húngara de 1848. A causa de la situación política frecuentó escuelas particulares. En 1864, con apoyo de sus padres, se matriculó en la Academia de Bellas Artes de Múnich, donde estudió con Alexander von Wagner. Más tarde, de 1867 a 1869, con Karl von Piloty.

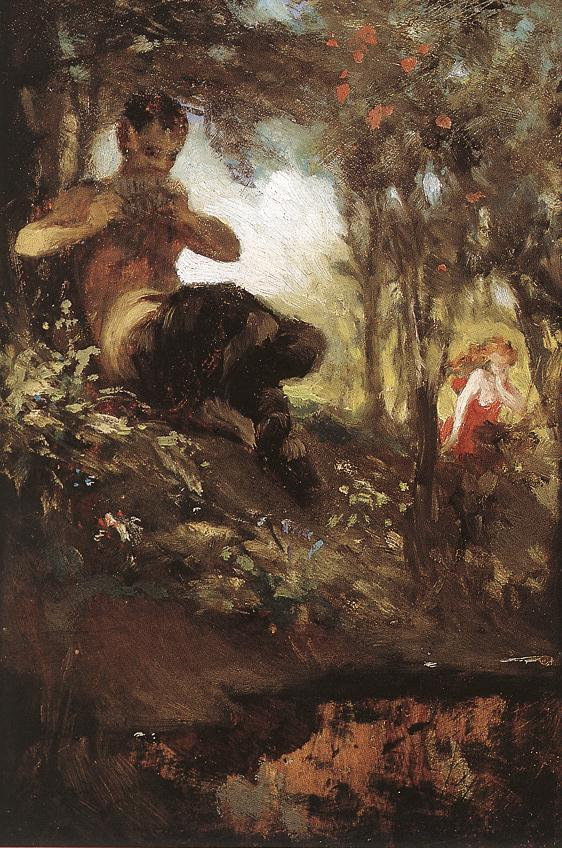
Fauno y ninfa (1867)